# Roman III. Argir
Roman III. Argir (starogrč. Ρωμανός Γ΄ Αργυρός) (?, o. 968. – Carigrad, 11. travnja 1034.), bizantski car, vladao 1028. – 1034. Potomak je maloazijske velikaške obitelj Argir.

## Životopis
Roman se rodio najvjerojatnije 968. godine u uglednoj i bogatoj aristokratskoj obitelji Argir. Nakon školovanja napredovao je do položaja carigradskog eparha. Car Bazilije II. odredio je njegovu sestru Mariju za suprugu Giovanniju Orseolu, sinu mletačkog dužda Petra II. Orseolo. Car Konstantin VIII. odredio ga je za svog nasljednika i planirao vjenčati za svoju kćer Zoe. No Roman je već bio u braku te je njegova supruga Helena morala otići u samostan, nakon čega je Roman bio oslobođen bračnih zavjeta. Odmah potom je Roman sklopio brak sa Zoe, a okrunjen je u studenom 1028. godine, tri dana uoči careve smrti. 
Nakon poraza protiv Arapa u Siriji 1030. godine investirao je u monumentalne gradnje i darivao Crkvu kako bi povratio poljuljani ugled. Imao je kći s prvom suprugom Helenom, ali ne i s caricom Zoe, zbog čega se pojavilo dinastičko pitanje. Preživio je nekoliko atentata, a vjeruje se da ga je dala ubiti supruga Zoe na Veliki petak 11. travnja 1034. godine. Pretpostavlja se da ga je dala utopiti ili otrovati. Nakon careva ubojstva novim je carem proglašen Zoein ljubavnik Mihael Paflagonac.

## Vanjske poveznice
- Roman III. Argir Hrvatska enciklopedija
- Roman III. Argir Proleksis enciklopedija

| Roman III. Argir Makedonska dinastijaRođ. 968. Umr. 11. travnja 1034. |                             |                                  |
| Vladarske titule                                                      |                             |                                  |
| prethodnik Konstantin VIII.                                           | bizantski car 1028. - 1034. | nasljednik Mihael IV. Paflagonac |